# Gravure
« Graveur » redirige ici. Pour les autres significations, voir Graveur (homonymie).
Pour les articles homonymes, voir Gravure (homonymie).

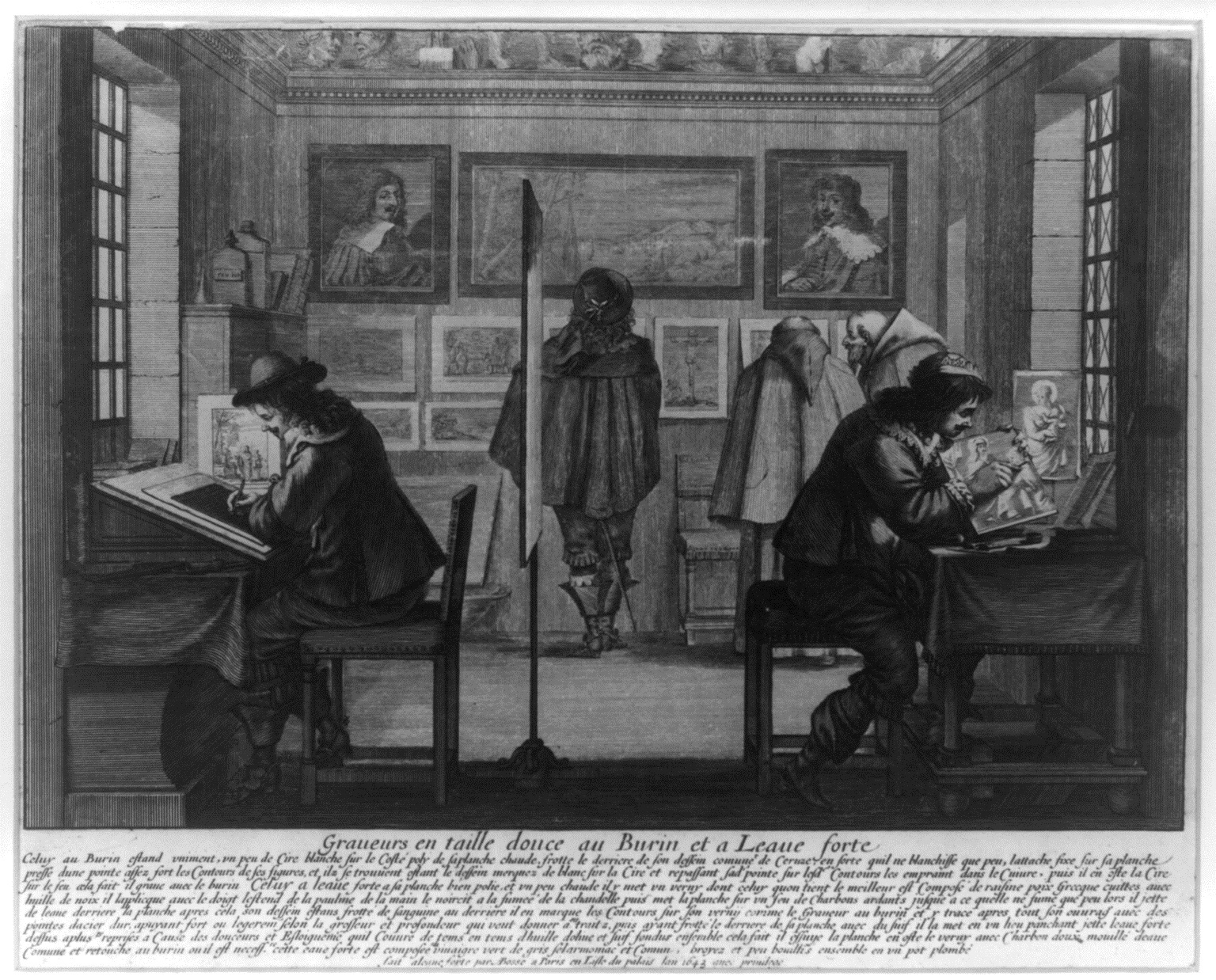
Graveurs en taille-douce au burin et à l'eau-forte par Abraham Bosse (1643).

Le terme de gravure désigne l'ensemble des techniques artistiques, artisanales ou industrielles qui utilisent l’incision ou le creusement pour produire une image, un texte ou toute autre inscription dans la matière.
Cet art graphique consiste à inciser ou à creuser à l'aide d'un outil ou d'un mordant une matrice. Après encrage, celle-ci est imprimée sur du papier ou sur un autre support. L'œuvre finale ainsi obtenue s'appelle une estampe. Par abus de langage, « gravure », « estampe » et « tirage » sont souvent confondus.
Le terme « estampe » est utilisé pour désigner l'œuvre résultant d'un procédé de gravure. Le tirage papier est généralement multiple.
Le terme « illustration » est utilisé quand la gravure sert à mettre en valeur un texte (le tirage peut parfois utiliser un procédé d'imprimerie et le nombre d'exemplaires est alors important).
La gravure est un terme générique. On peut graver pour réaliser une plaque  (nom sur une boîte aux lettres), un timbre, un exlibris, une illustration et une estampe.
La lithographie (du grec lithos, « pierre », et graphein, « écrire ») ou la sérigraphie (estampes par écrans de soie) ne devraient strictement pas être considérées comme techniques de gravure mais plutôt comme d’autres moyens de reproduire en multiple des dessins.
La première technique identifiée est la xylographie (du grec xylo, « bois », et graphein, « écrire »), apparue en Chine au VIIe siècle. Parallèlement à l'invention de l'imprimerie en Europe, ces techniques connaîtront un développement considérable à partir de la Renaissance.

## Procédés
| |  |  |
| Martyre de saint Sébastien, gravure sur bois, Allemagne du Sud, vers 1470-1475 (à gauche) et estampe obtenue après impression (à droite), British Museum. |  |  |

Durant la Préhistoire (pétroglyphes), l'Antiquité (gravure lapidaires), l'œuvre finale est l'objet gravé. Cependant, dès le Moyen Âge, la gravure va être largement utilisée comme technique d'impression et de reproduction des images. Après avoir gravé le dessin sur un support dur et plat, l'artiste procède à l'encrage de la gravure et la transpose sur un nouveau support, en général une feuille de papier. Il existe trois grands procédés de gravure de reproduction, qui recouvrent des techniques diverses.

### Types de gravure

#### Gravure en taille d'épargne
On parle de taille d'épargne ou de gravure en relief lorsque « la planche est creusée partout où l'impression ne doit pas avoir d'effet ; le dessin seul est conservé au niveau initial de la surface de la planche, il est épargné ». L'impression d'une gravure en taille d'épargne peut se faire à la main, ou sur une presse typographique. C'est la technique employée pour la gravure sur bois et la linogravure.
- La gravure manuelle utilise le canif, le ciseau ou la gouge pour la gravure sur bois de fil.
- La gravure manuelle utilise principalement le burin pour la gravure sur bois de bout.
- La gravure manuelle utilise des gouges pour la linogravure.
- Dans la gravure en criblé sur métal, il n’y a pas enlèvement de matière, mais le métal est repoussé au-dessous de la surface d’impression par la frappe d’un burin et d’un ciselet, ou de poinçons de formes diverses, donnant des points, des motifs, des traits droits ou courbes, etc.

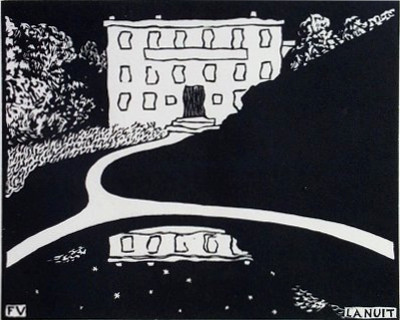
Gravure sur bois de fil (1897), La Nuit, Félix Vallotton.
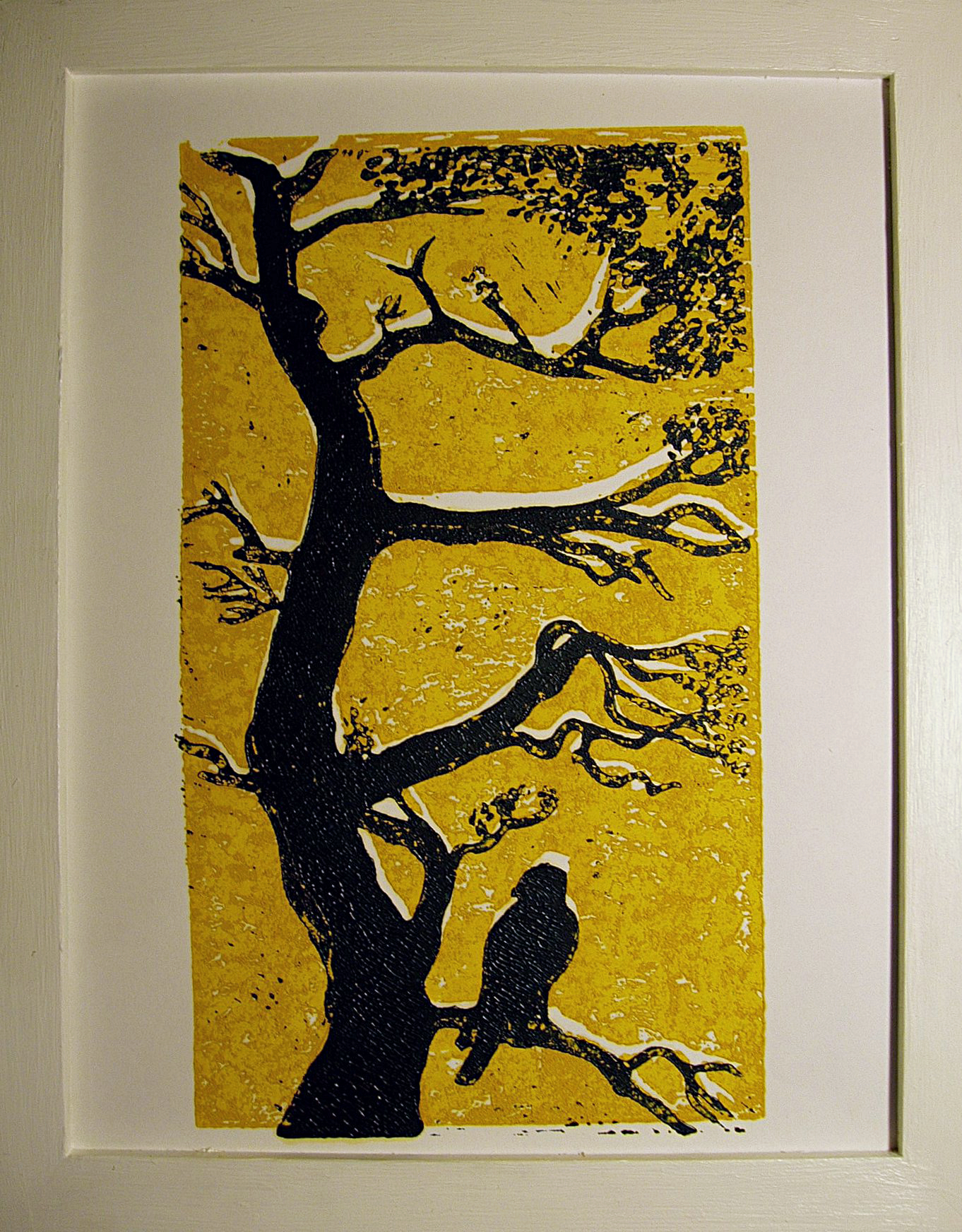
Linogravure, 2 couleurs, Ivo Kruusamägi.
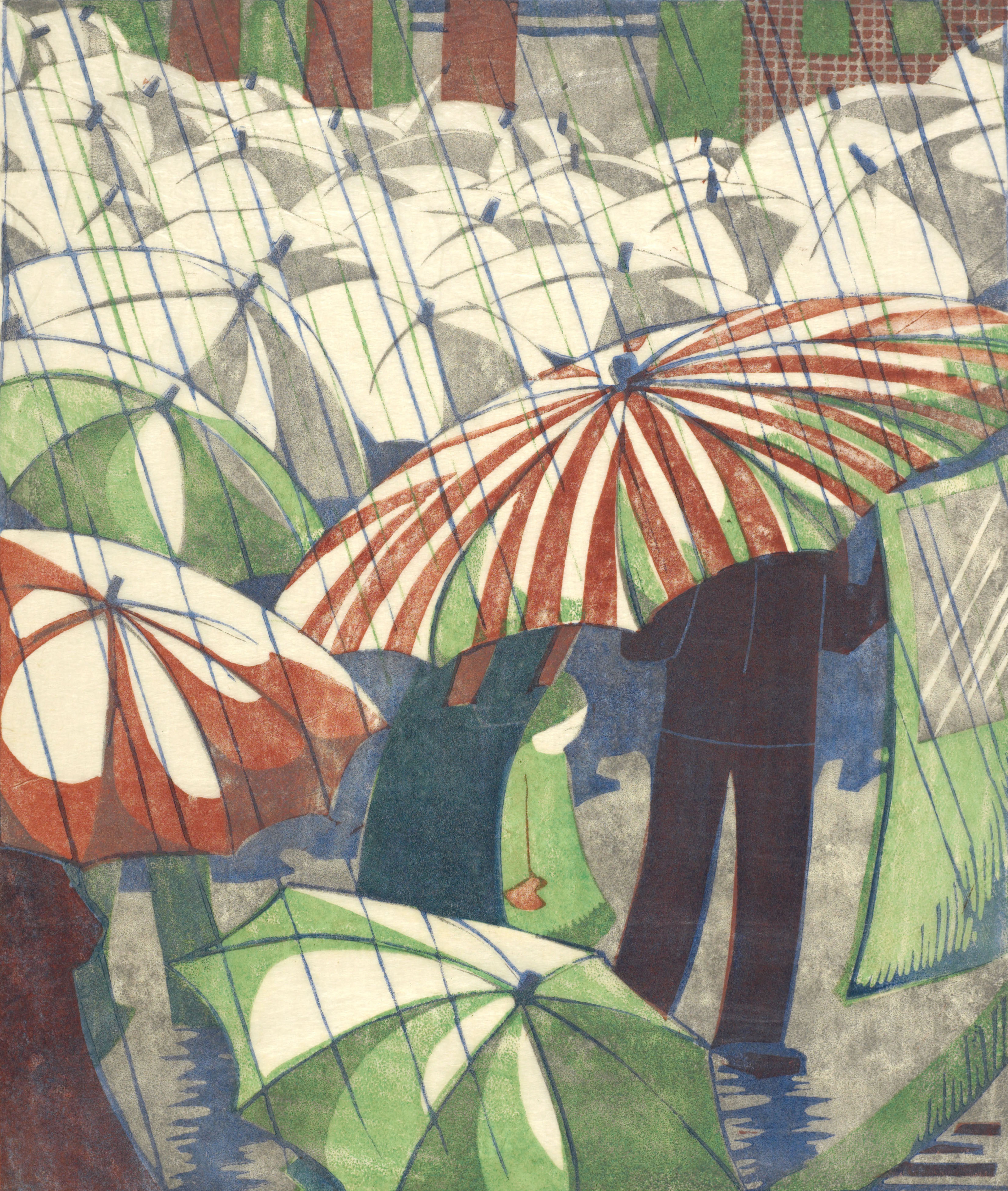
Linogravure en 4 couleurs, Ethel Spowers (1890-1947).

##### Gravure sur bois
La gravure sur bois ou xylogravure est un procédé de gravure en taille d'épargne sur un support en bois. Il s'agit peut-être de la plus ancienne technique permettant l'impression de motifs sur un support.

##### Linogravure
La linogravure est une technique de gravure en taille d'épargne proche de la gravure sur bois, qui se pratique sur un matériau particulier, le linoleum.

#### Gravure en taille-douce
| |  |  |
| Ecce Homo de Jean-Pierre Norblin de La Gourdaine, plaque de cuivre gravée à l'eau-forte (à gauche), et estampe obtenue après impression (à droite), musée national de Varsovie. |  |  |

La gravure en taille-douce, ou gravure en creux, se pratique le plus souvent sur du cuivre, en particulier du cuivre rouge, mais aussi sur de l'acier ou du zinc. Contrairement à la taille d'épargne, l'encre va se déposer dans les creux gravés par l'artiste. L'impression de la plaque se fait sur une presse à taille-douce.
- La gravure manuelle utilisant un outil : le burin, la pointe sèche, la manière noire, le pointillé.
- La gravure manuelle utilisant un mordant : l'eau-forte, la gravure au lavis, l'aquatinte, la gravure au sucre, la manière de crayon, le vernis mou.

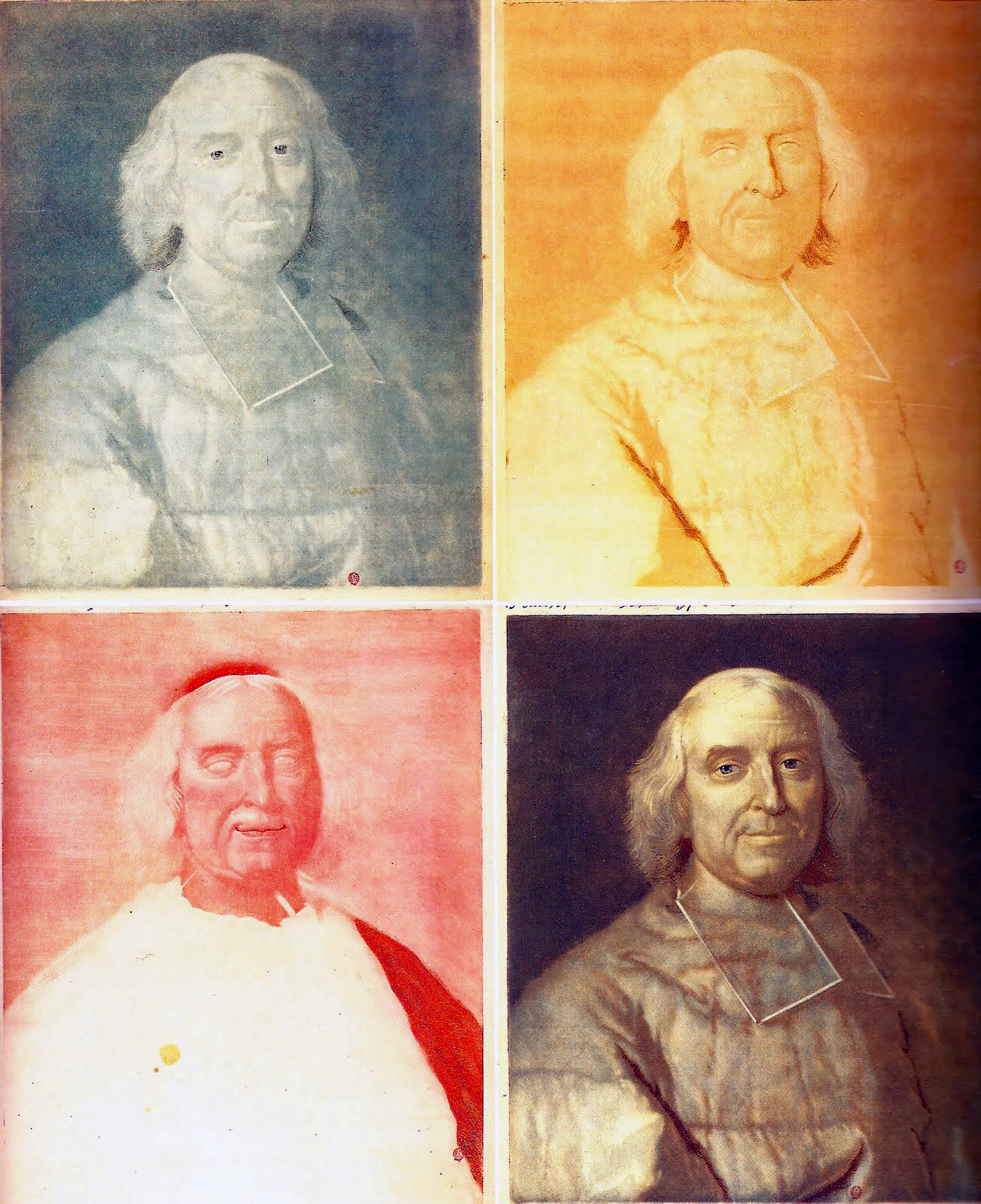
Gravure à la manière noire, 4 planches en couleur, par Le Bon.

##### Lithogravure
La lithogravure, étymologiquement, est l'art et la technique de « graver » dans la « pierre », autrement dit de dessiner en creusant des traits au moyen d'un outil de taille (burin, ciseau, etc.).

##### L'eau forte
L’eau-forte est un procédé de gravure en taille-douce sur une plaque métallique à l’aide d’un mordant chimique (un acide). L’artiste utilisant l’eau-forte est appelé aquafortiste. À l’origine, l’eau-forte était le nom donné à l’acide nitrique. « Cette appellation elle-même est celle de l’acide nitrique étendu d’eau : l’aqua fortis des anciens alchimistes. » Aujourd’hui, l’acide nitrique est remplacé par des mordants moins toxiques, tel le perchlorure de fer.

##### Le tireté-sec
Le tireté-sec est un procédé de gravure en pointillé. Sur une matrice, le graveur réalise une série d'encoches alignées, créées par les rebonds successifs d'une lame de métal. Ce type de gravure peut s'effectuer sur tout type de métaux (cuivre, acier) ou de matériaux plastiques (Plexiglas, Rhénalon). 
Cette technique a été mise au point par le graveur Jean-Michel Mathieux-Marie.

### Gravure en couleur
- Dans la gravure mono-matrice, l'encrage des couleurs se fait directement par zones sur une seule plaque gravée (bois ou métal) en utilisant une poupée ; un pochoir peut être utilisé pour délimiter les zones.
- Dans la gravure poly-matrice, on utilise plusieurs matrices (généralement 2 à 4) gravées en fonction des zones de couleurs prévues et chaque encrage est choisi pour obtenir le résultat voulu. Au tirage, le repérage précis est nécessaire pour la bonne superposition sur le papier et pour donner le résultat souhaité, une estampe en couleur.
- Avec le mélange des deux méthodes, pour limiter le nombre de matrices (2 par exemple), l'encrage à la poupée peut être utilisé sur une partie d'une matrice.

### Gravure à plat
Certains auteurs ajoutent la gravure à plat (ou impression à plat, ou planographie) aux deux précédentes catégories. C'est le cas de la lithographie, du monotype ou de la sérigraphie qui ne nécessitent pas de reliefs, et ne sont donc pas des « gravures » au sens strict du terme mais assimilés comme tels. Cependant, la première forme de la lithographie, inventée et lentement mise au point par Aloys Senefelder, à partir de 1796, était une technique d’impression basée sur un très faible relief.

### Par matériau de gravure

#### Gravure sur cristal
La gravure sur verre et cristal s'exécute suivant différentes manières. Cette technique verrière de l'atelier à froid permet de créer un décor sur la surface du verre.
- La gravure à la roue est une ancienne technique inspirée des tailleurs de pierres fines. Le verrier utilise différentes molettes de cuivre, plomb ou liège.
- La gravure à la pointe de diamant, simple et efficace, se fait à l'aide d'un stylet métallique.
- La gravure peut se faire par sablage et projection de matière.

### Techniques diverses

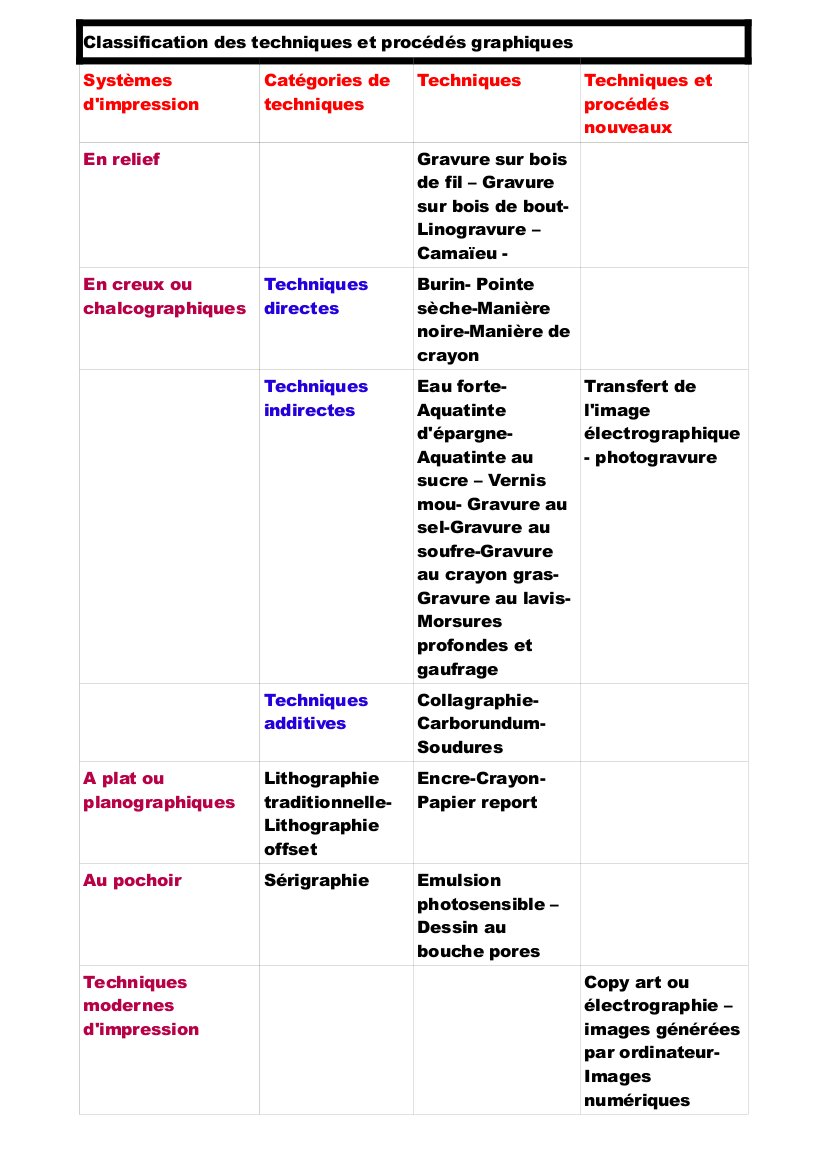
Résumé des différentes techniques de gravure.

Ces trois procédés[Lesquels ?] recouvrent des techniques diverses, qui peuvent être catégorisées de la façon suivante :
- la gravure photomécanique et photochimique : le cliché-verre, la photogravure, la galvanotypie, l'héliogravure ;
- la gravure mécanique ou semi-mécanique : le timbrage, la gravure au carborundum ;
- le camaïeu, qui consiste à utiliser deux impressions provenant de planches distinctes ;
- La collagraphie, utilisant des collages de différents matériaux ;
- la gravure sur carton, technique de gravure en relief récente et la moins onéreuse, utilisant n'importe quel type de carton (même d'emballage).

## Histoire
La Gravure a une origine ancienne, elle remonte à l’Antiquité aux environs de 500 avant J-C où a été trouvé des gravures sur des pierres et tablettes d’argile. C’est un art qui produit des dessins sur une surface plane métallique. Cet art a été utilisé par les Égyptiens pour imprimer des motifs sur des tissus ainsi que les Romains et artistes chinois qui embellissent divers objets en gravant des sceaux dans la pierre ou le bois pour des documents ou œuvres.  A ses débuts, la gravure n’était utilisé que pour créer des cachets, camées et des intailleset ne satisfaisait qu'un besoin de luxe. 

### Gravure sur pierre
La gravure sur pierre est présente depuis l'Antiquité. Les graveurs sur pierre sont appelés « lapicides ».
Les écritures anciennes (dazhuan, xiaoshuan) sont nées de la technique de la gravure sur matière dure. En Chine, les stèles sont très nombreuses et servent à commémorer des événements ou à honorer les morts. Ce sont de grandes dalles de pierre dressées verticalement, portant une inscription. On les trouve un peu partout : au bord des routes, dans les temples ou devant les tombeaux. Pour les graver, le texte était d’abord écrit sur du papier, puis appliqué sur la pierre polie pour guider l’incision.
L'estampage des pierre gravés consiste à appliquer un papier résistant sur la pierre gravée en creux. L'estampage des pierres gravées est encore utilisé de nos jours. À ce sujet, le sinologue français Jacques Gernet (1921-2018) écrit  : « … les procédés de reproduction fidèle de la calligraphie ont été développés en Chine antérieurement aux techniques qui ne visaient qu’à la diffusion courante des textes. La pratique des estampages sur pierre paraît remonter aux environs de l’an 500 après J.-C., mais elle a encore cours aujourd’hui parce qu’elle constitue un mode de reproduction bon marché et exact des belles calligraphies : elle ne fait pas double emploi avec l’imprimerie qui vise à la satisfaction de tout autres besoins. »

### Gravure sur bois
La gravure sur bois est connue depuis au moins le VIIe siècle en Chine, les plus anciennes traces sont vers les portes occidentales chinoises de la Route de la soie, aux grottes de Mogao, à Dunhuang. Elles étaient utilisées à l'origine pour les sutras, livres des canons bouddhiques. Les Chinois inventèrent également le papier (en -206, sous la dynastie des Han occidentaux), ce qui permit, avec l'imprimerie, de diffuser rapidement et à moindre coût des ouvrages en tout genre, puis à partir du XIe siècle, ont également été imprimés, sous la dynastie Song du Nord,  les billets de banque, des publicités, des cartes à jouer ou divers autres objets du quotidien. 
la gravure sur bois apparaît plus tôt que la gravure sur cuivre. L’exemple le plus ancien est la «Madone avec quatre vierges saintes dans un jardin» (1418).
On sait que les Arabes se sont approprié cette technique lors d'une bataille avec les Chinois dans l'actuel Xinjiang.
Les Mongols qui ont conquis et dirigé la Chine sous la Dynastie Yuan, fondée par Kubilai Khan, au XIIIe siècle ont également eu accès à cette technique et avaient l'habitude de déplacer techniciens et techniques d'un bout à l'autre de leur empire, le plus vaste jamais créé, étendu jusqu'en Europe de l'Est et en Afrique du Nord à l'ouest, et en Corée et Sibérie à l'est.
La gravure sur bois est une matière première peu coûteuse, facile à trouver et à travailler selon Barthélémy Jobert.  Elle est utilisée comme une technique de l’imprimerie dès le XIVe siècle. C’est l’une des plus anciennes techniques d'imprimerie connue et beaucoup appréciée de la bourgeoisie. Il s'agissait d’images gravées sur des planches en bois puis imprimées sur du papier pour former un livre. Cette technique d’impression s’est ensuite développée en Europe et au Moyen-Orient au cours du Moyen Âge.
La gravure sur bois apparaissait comme un art relativement mineur vers 1750, confiné aux affiches et à l'imagerie populaire. S’est opéré un progrès considérable du bois de bout qui a relancé la gravure sur bois. Cependant l''innovation du bois de bout s'est opéré lentement. Son évolution s’est poursuivie tout au long du XVIIIe siècle. Il a été possible d’obtenir des planches beaucoup plus résistantes équivalentes à la gravure en taille-douce. Cela a été permis par la formation de carrés pris dans le cœur d’arbres très résistants alors qu’auparavant on utilisait des planches prises dans le fil du bois. Le graveur britannique Thomas Bewick (1753-1828) a été le premier à avoir exploité cette technique dans le General History of Quadrupeds (1790) et son History of British Birds (1797-1821). 

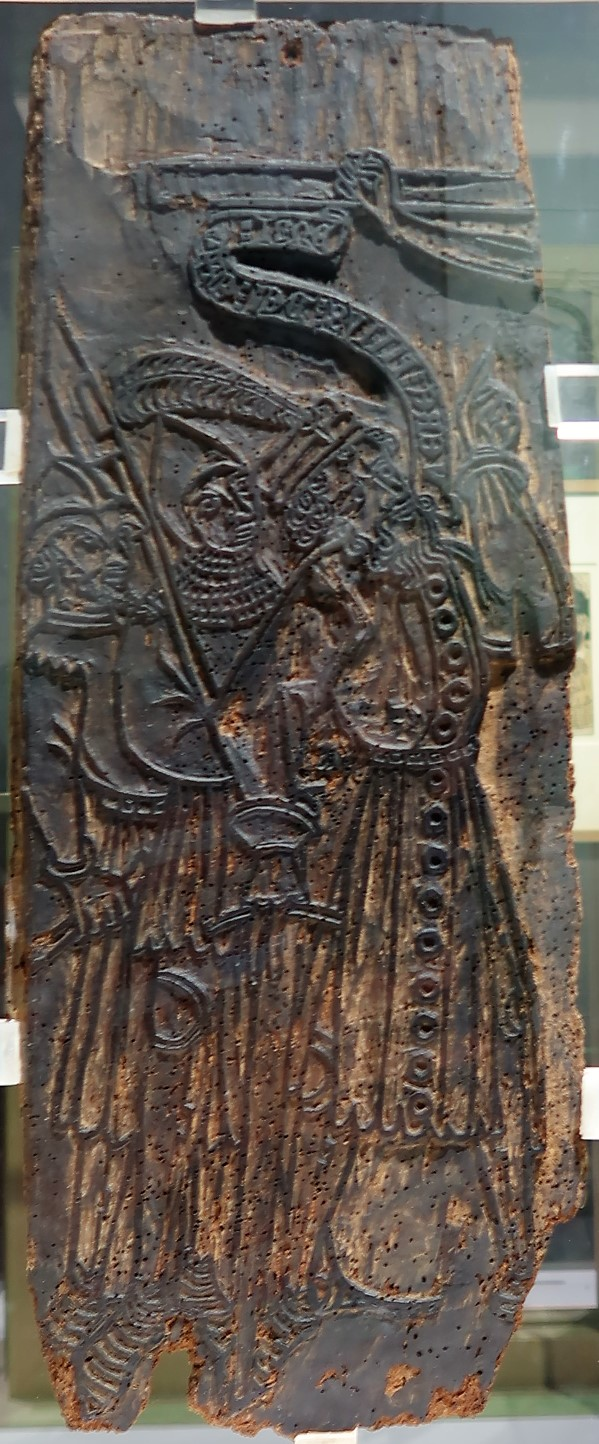
Bois Protat, ancêtre emblématique de la gravure car considéré comme la plus ancienne matrice conservée en Occident.

Bien que de nombreuses techniques venues d'Orient, parmi lesquelles de nombreuses découvertes en mathématiques (chiffres dits arabes, l'algèbre), les armes (trébuchet, armes à feu, arbalète), le papier, le moulin à vent et autres techniques orientales soient arrivées en Europe à l'époque des croisades et des échanges qui ont suivi, il n'y a pas de preuve formelle que cette technique ait été introduite en Occident par la route de la soie.
À la fin du XIVᵉ siècle, les gravures sur bois (xylographies) étaient vendues par colportage, surtout dans les lieux de pèlerinage, par des artisans souvent à la fois graveurs, imprimeurs et vendeurs, guidés avant tout par un intérêt commercial. Aux XVᵉ et XVIᵉ siècles, des centres comme la vallée du Haut-Rhin, Anvers ou la rue Saint-Jacques à Paris deviennent les foyers majeurs de diffusion de ces images, sans grande valeur artistique, répondant à la mode et aux goûts rentables imposés par les éditeurs.  
Le bois Protat, la plus ancienne matrice occidentale en bois, est datée de la fin du XIVe siècle, voir du début du XVe : plus précisément, il s'agit du fragment d'une planche en bois de noyer (0,60 × 0,23 cm), qui fut exécutée à Laives, canton de Sennecey (Saône-et-Loire), en Bourgogne, et qui représente, sur une face, Le Centurion et les deux soldats et sur l'autre, L'Ange de l'Annonciation. Signalons aussi le Saint Christophe retrouvé dans la bibliothèque de Buxheim collé sur un manuscrit de 1423. 
Elle doit son nom à l'imprimeur Jules Protat, qui l’acquit avant de le confier à Henri Bouchot, alors conservateur au Cabinet des estampes de la BNF. Ce bois gravé des deux côtés représente, malgré son état fragmentaire, une Annonciation et une Crucifixion. Le style des figures et de leurs costumes le rattache clairement au gothique international. Bouchot l'a étudié le premier, a considéré que ce bois était originaire de Bourgogne  et qu'il a pu servir à imprimer des gravures uniquement sur tissu. Ses thèses ont été remises en cause depuis car des recherches ont montré que des feuilles de papier adaptées au format du Bois Protat existaient déjà à l’époque, ce qui confirme qu’il a pu être utilisé pour imprimer des estampes sur papier. De plus, le style gothique international s'est developpé dans toute l'Europe, donc son origine française est remise en question.  
La xylographie précède l'imprimerie. Les techniques de gravure sont très liées au support, car celui-ci doit être peu onéreux pour que l'utilisation d'un original recopiable soit intéressante, d'où l'importance de l'introduction du papier. L'évolution de la production xylographique va donc suivre le développement de l'imprimerie.

#### Estampes
L'estampe est le résultat de l'impression d'une gravure qu'on nomme le tirage sur un support qui est le plus souvent du papier. le terme "gravure" peut aussi désigner l'estampe elle-même. 
L'histoire de l'estampe en occident coïncide avec l'arrivée du papier fin XIVe siècle. À l’origine utilisée pour décorer les tissus, la gravure devient un outil de reproduction, notamment avec les images pieuses diffusées sous Clément VI. Elle s’impose surtout en Europe du Nord, où apparaissent les premières gravures sur bois et sur cuivre. Peu à peu, l’estampe évolue vers un art autonome notamment grâce à Dürer, Goya, Picasso etc. 
La première estampe a été créée en 1452. C’est une date historique certifiée par Emeric David dans son Histoire de la gravure, qui explique que Maso Finiguerra, natif de Florence, réalisa en 1452 une œuvre intitulée Paix et avant d’avoir terminer sa gravure, il souhaita juger de l’effet de son travail. Il obtint ainsi des estampes par une planche qu’il avait exécuté dans une autre intention. En effet, selon la tradition, l’orfèvre Maso Finiguerra aurait eu l’idée, au XVe siècle, d’encrer ses plaques gravées utilisées pour les nielles afin d’en tirer des impressions sur papier. Cela lui permettait de vérifier son travail et de diffuser des modèles à ses clients ou élèves.

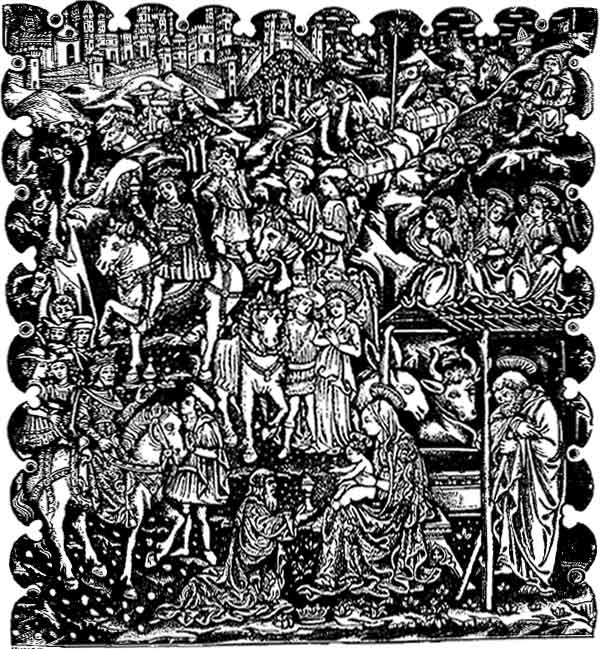
Œuvre intitulée "Paix" de Maso Finiguerra, un artiste italien, qui est considérée comme être comme la première estampe crée en 1452.

Selon d'autres sources, les origines de l'estampe demeurent mystérieuses et on ne saurait établir la date précise de son émergence. Français et Allemands sont entrés en conflit pour attribuer la paternité de cette invention. Actuellement, les spécialistes s'accordent pour reconnaitre que c'est l'Allemagne qui a donné naissance à l'estampe. Elle est née à la toute fin du XIVe siècle. C'est le premier art qui permet une diffusion massive des images, modifiant profondément les usages de celles-ci. 
Son développement, ainsi que celui de l'imprimerie, a été rendu possible grâce à la fabrication, en Europe, de papier. Cette fabrication s'est faite au XIIe siècle en Italie et en Espagne et plus tard en France. 

### Renaissance

#### Europe du Nord
| |  |  |
| Dessin préparatoire à la gravure d'Egidius Sadeler avec l'effigie de l'empereur Rodolphe II par Hans von Aachen, Bibliothèque nationale de Pologne et l'empreinte par Sadeler de 1603, Metropolitan Museum of Art. |  |  |

La gravure suscita un intérêt grandissant au Moyen Âge et à la Renaissance. Elle a été utilisée quasi exclusivement par les armureries et orfèvres.  Elle s’est surtout affirmée comme l’art de la bourgeoisie dont elle diffuse les genres et thèmes. Le rôle de la gravure fut essentiel à partir de la fin du Moyen Âge. En rendant possible la diffusion des créations artistiques et la circulation des idées, la gravure a joué un rôle clé dans l’effervescence culturelle de la Renaissance. C’est à partir de cette période que l’influence des cultures européennes s’est étendue au-delà des frontières et qu’elles ont commencé à se nourrir les unes des autres.
C’est principalement l’Europe du Nord, germanique et flamande qui engendra les premières gravures authentiques. 
À partir du XVe siècle, les illustrations se diversifient et représentent souvent des scènes de romans ou de chevalerie. La seconde moitié du XVe a vu se développer en France et en Allemagne le criblé. C’est une technique de gravure sur métal. 
La gravure sur bois se développe parallèlement à l'utilisation du papier, vers 1400. Elle permet de reproduire des estampes populaires en grande quantité et touche un public populaire. La gravure sur cuivre, permettant des reproductions plus détaillées, est plus onéreuse et s'adresse à des commanditaires cultivés. Elle se généralise à partir de 1430 dans la vallée du Rhin et profite des techniques de l'orfèvrerie : Schongauer et Dürer sont orfèvres de formation. Ces artistes ont contribué à l'utilisation massive de la technique de la gravure en taille-douce pendant la Renaissance,  en réalisant de nombreuses gravures très connues. Ce qui a influencé le développement de la gravure en creux sur métal. Cette technique supplante progressivement la gravure en relief. 
Il est difficile avant Schongauer d'attribuer les œuvres : on désigne ces graveurs anonymes le plus souvent « par le nom de leur manière » :
- Le Maître de 1446, première gravure au burin en Allemagne (Flagellation, Kulturforum, Berlin).
- Le Maître E. S., actif entre 1450 et 1467 : 313 gravures sur divers thèmes. Son alphabet sera souvent imité par d'autres graveurs.
- Le Maître aux Banderoles, actif de 1460 à 1467[26].
- Vers 1454, Gutenberg (fin 1400- 1468) invente l’imprimerie moderne en Europe, séparant textes et images, tandis que les Chinois avaient déjà utilisé des caractères mobiles au IXe siècle.
- Le Maître des Cartes à jouer, peut-être plus peintre qu'orfèvre[27], développe les ombres par des hachures parallèles, soit une soixantaine d'œuvres conservées au Kupferstichkabinett (Dresde) et à la Bibliothèque nationale de France (Paris).
- Le Maître du Livre de Raison (Hausbuchmeister), appelé aussi Maître du cabinet d'Amsterdam est actif entre 1465 et 1505. Il semble inaugurer la pointe sèche sur zinc ou étain : 80 gravures sont répertoriées avec des « effets picturaux et de clair-obscur »[19].
- Martin Schongauer, actif entre 1471 et 1491, est le premier monogrammiste auquel on peut associer un nom. Il innove dans la technique du burin. Ses œuvres sont remarquables pour la prédominance de la ligne de contour et l'alternance des zones claires et sombres (La Montée au Calvaire, Fondo Corsini, Rome). Il est né dans une famille d'orfèvres.
- Israhel van Meckenem (1450-1503) « […] figure parmi les burinistes les plus prolifiques de l'époque avec 600 gravures dont trois quarts sont des copies »[19] (Jésus et les docteurs de la foi, Pinacoteca Nazionale, Bologne).
- Daniel Hopfer.
- Albrecht Dürer, influencé par Martin Schongauer, sera le plus innovant des graveurs rhénans. Il a transformé la forme d’art qu’est la gravure sur bois en produisant des gravures telles que Samson et le lion. Il a obtenu des détails étonnants par une sculpture du bois des deux côtés.
- Hans Baldung grave sur bois Les Sorcières, en 1510. Il se distingue par la netteté du trait et le ton dramatique de ses compositions. On lui doit un portrait de Martin Luther en 1521 (Chevaux sauvages, Fondo Corsini, Rome).
- Urs Graf (1485-1528), originaire de Suisse, est l'un des premiers à utiliser l'eau-forte dont le procédé est attribué à Wenceslas d'Olmütz (1496). « Avide d'expérimentation, il reprend la “manière criblée”, nouvelle appellation de l'opus interrasile[19]. »
- Albrecht Altdorfer (1480-1538), élève le paysage au rang d'entité artistique autonome. Il est le premier à utiliser l'eau-forte pour accentuer les variations de la lumière.
- Lucas Cranach l'Ancien (1472-1553) sera peintre et graveur : il invente la technique du camaïeu à deux bois. Les bois gravés lui serviront pour la propagande luthérienne et pour les illustrations de livres (Repos pendant la fuite en Égypte, Fondo Corsini, Rome).
- Lucas van Leyden (1494-1533) fait une synthèse des éléments nordiques et italianisants (Saint Georges). Il est également novateur dans la technique[28].
- Frans Floris (1517-1570) associé au graveur Joos Gietleughen révolutionne la technique du clair-obscur à Anvers au XVIe siècle permettant à la gravure de rivaliser avec la peinture murale (Les Chasses, 1555, BnF)
- Pierre Bruegel l'Ancien (1525-1569) apprend la gravure dans l'atelier de Hieronymus Cock.

#### Nord-est de l'Italie
La Vénétie, la Dalmatie, l'Émilie et la Lombardie voient la xylographie et la gravure sur cuivre se développer dans la première moitié du XVe siècle : voir à ce propos la collection d'images de dévotion du notaire Jacopo Rubieri (né à Parme en 1430).
- L'Italien Maso Finiguerra trouva, en 1452, le moyen de tirer une épreuve d'une plaque qu'il avait gravée pour l'église Saint-Jean à Florence[29]. « Les premiers graveurs sur cuivre, à la suite de Finiguera, sont des orfèvres, nielleurs, damasquineurs […]. Ils sont localisés, d'une part, en Toscane […], Padoue et la Vénétie formant l'autre grande sphère[19]. » Les nielles italiennes illustrent la maîtrise de la gravure sur métal. Maso Finiguerra, orfèvre florentin du XVe siècle, est traditionnellement associé à l’origine de la gravure en creux. Il aurait tiré une épreuve sur papier d’une plaque représentant le Couronnement de la Vierge (appelée La Paix, vu ci-dessus), avant d’y couler le nielle. Cette pratique, rapportée notamment par Vasari, marque pour beaucoup la naissance de la gravure en taille-douce, bien que le lien direct avec certaines estampes anciennes ait été remis en question[20].
- Andrea Mantegna (1431-1506) renouvelle les sujets et la technique (Triomphe de César, Fondo Corsini, Rome). Dès Mantegna, la gravure atteint une telle maîtrise qu’elle devient presque un art autonome, bien qu’elle conserve pendant longtemps une fonction de reproduction. Jusqu’à l’invention de la photographie en 1839, elle joue un rôle essentiel dans la diffusion des œuvres.
- Baccio Baldini (1436-1487) orfèvre et nielleur (Dante, Virgile et la vision de Béatrice, Fogg Art Museum, Cambridge [Massachusetts]).
- Sandro Botticelli.
- Antonio del Pollaiuolo (1431-1496).
- Francesco Francia.
- Parmigianino (1503-1540) domine le procédé de l'eau-forte (Le Tombeau du Christ, Fondo Corsini, Rome). Les traits épais se croisent et donnent un aspect voilé, le tout rehaussé de quelques retouches à la pointe sèche.
- Francesco Rosselli (1498-1513) : représentant de la « manière large »[30].
- Nicoletto da Modena, reconnaissable à la dureté du trait et à ses formes rigides (Allégorie de la Fortune, Fondo Corsini, Rome).
- Girolamo Mocetto (1454-1531) travaille sur les effets chromatiques et dans un style monumental. Il se caractérise par un trait fin, quelquefois courbe.
- Benedetto Montagna travaille dans le style de Dürer : hachures croisées et lignes courbes. Il cherche à traduire sur ses plaques le sfumato.
- Giulio Campagnola (1482-1515) introduit la technique du pointillé. Avec lui, la gravure devient un genre artistique autonome.
- Titien (1490-1576) : ses xylographies sont monumentales (Le Passage de la mer Rouge en 12 blocs, 1549). « Les Noces mystiques de sainte Catherine présentent des hachures croisées faites par une incision profonde, délicate, plus proche de ce qui se fait à la même période pour les eaux-fortes[19]. »
- Marc-Antoine Raimondi (1470 ?-1534 ?). Les premières gravures s'inspirent de la nielle, et son œuvre va évoluer vers une maîtrise du clair-obscur (Le Songe de Raphaël, 1507). Sa collaboration avec Raphaël marque la naissance de l'estampe de traduction. « Techniquement, la façon d'utiliser le burin apparaît révolutionnaire, car les hachures simples s'accompagnent de hachures croisées, qui créent un clair-obscur bien plus réel avec ajouts d'incisions au burin et de pointillés[19]. »
- Hugo de Carpi, peintre médiocre, mais graveur de génie. Il innove avec le camaïeu ou xylographie chromatique (Raphaël et son amante, Albertina, Vienne). C'est au cours de ses années vénitiennes qu'il expérimente divers procédés : en 1516, il supplie le Sénat et le Doge de protéger son procédé contre les faussaires.

### Baroque
Au cours de cette période, la gravure oscille entre la reproduction et le genre autonome qui puise l'essentiel de son inspiration dans le libertinage et les fêtes.
Deux précurseurs du mouvement baroque :
- Cornelis Cort (1533-1578), né en Hollande, il s'installe définitivement à Rome en 1572. Il révolutionne la technique du burin en obtenant des modulations tonales (Noces de Cana, Bibliothèque nationale, Paris), grâce aux variations de forme et à l'épaisseur des traits.
- Hendrick Goltzius (1558-1617) connu pour son œuvre gravé ; environ 500 estampes gravées au burin (Icare, Fondo Corsini, Rome).

#### Italie
Avec les artistes suivants, le baroque s'affirme tant dans les sujets que dans la technique :

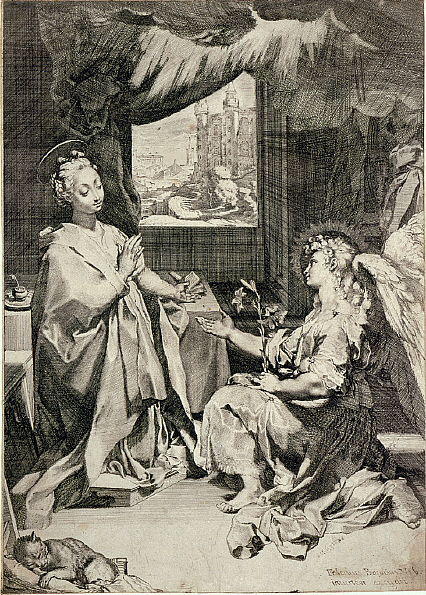
L'Annonciation par Federico Barocci (vers 1585).

- Federico Barocci dit le Baroche (1535-1612) associe eau-forte et burin (L'Annonciation, Fondo Corsini, Rome). « Le Baroche applique un vernis à la cire, après la première morsure, sur la partie de paysage formée de traits fins, presque calligraphiques. Il renonce ainsi à plusieurs passages à l'acide qui creuseraient les sillons dans la matrice. Le résultat, appelé “procédé à morsures multiples”, est totalement révolutionnaire. À cela s'ajoute une façon particulière de graver : les parallèles croisent les transversales dans plusieurs directions, avec des ajouts de pointillés, pour obtenir des effets de lumière vibrante[19]. »
- Augustin Carrache (1557-1602) est considéré comme l'un des plus grands[réf. souhaitée] graveurs du XVIIe siècle italien (L'Adoration des Mages en sept gravures sur cuivre, 1579). Le travail du burin n'est pas sans rappeler Cort et Goltzius. À partir de 1590, il entreprend des eaux-fortes : les Intermezzi en l'honneur des noces de Ferdinand de Médicis et Christine de Lorraine.
- Jusepe de Ribera est considéré comme un grand maître de la gravure du XVIIe siècle ; cependant, sa production s'étale sur un laps de temps très court (1616-1630). Son domaine de prédilection est l'eau-forte avec une prédominance du trait irrégulier (Le Poète, 1620, Rome, ING).
- Stefano della Bella (1610-1664) a une production impressionnante : plus de 1 000 gravures, dont la majeure partie sont des eaux-fortes rehaussées au burin et à la pointe sèche (Les Caprices de la mort, vers 1648).
- Giovanni Benedetto Castiglione (1609-1665) a toujours été considéré comme un autodidacte. « Sa technique de graveur est axée sur la ligne… Il serait l'inventeur de la technique du monotype peut-être liée à ses essais pour créer des effets de lumière »[19]. Castiglione utilisait non le monotype sur fond noir, mais le monotype sur fond blanc (L'Allégorie de l'eucharistie)[31].

#### Europe du Nord
Anvers et les Flandres sont de véritables pépinières d'artistes ; ces derniers feront, presque tous, le voyage en Italie afin de parfaire leur technique.
Parmi eux, retenons :
- Pierre Paul Rubens (1577-1640). « Il a le grand mérite d'avoir fondé l'école des burinistes d'Anvers… Pour lui, l'estampe est un moyen de diffusion et de connaissance… Il utilise essentiellement la gravure comme moyen de traduction[19]. » Deux estampes ont l'inscription de P. Paul Rubens fecit (Vieille femme à la chandelle, Rome, Fondo Corsini).
- Christoffel Jegher (1596-1652) est un grand spécialiste de la gravure sur bois au XVIIe siècle, technique alors en déclin (Le Jardin d'amour, Waddesdon Manor, Buckinghamshire).
- Pieter Claesz Soutman (1580-1657) développe la technique du pointillé au burin, ce qui permet de créer des clairs-obscurs.
- Hercules Seghers (c. 1590-1638) invente l'eau-forte colorée et l'aquatinte à vernis noir.
- Rembrandt Van Rijn (1606-1669) utilise d'abord l'eau-forte puis la pointe sèche. Dans un dernier temps, il mélange les deux techniques et joue avec les effets de papier (papier japon ou parchemin).

#### France

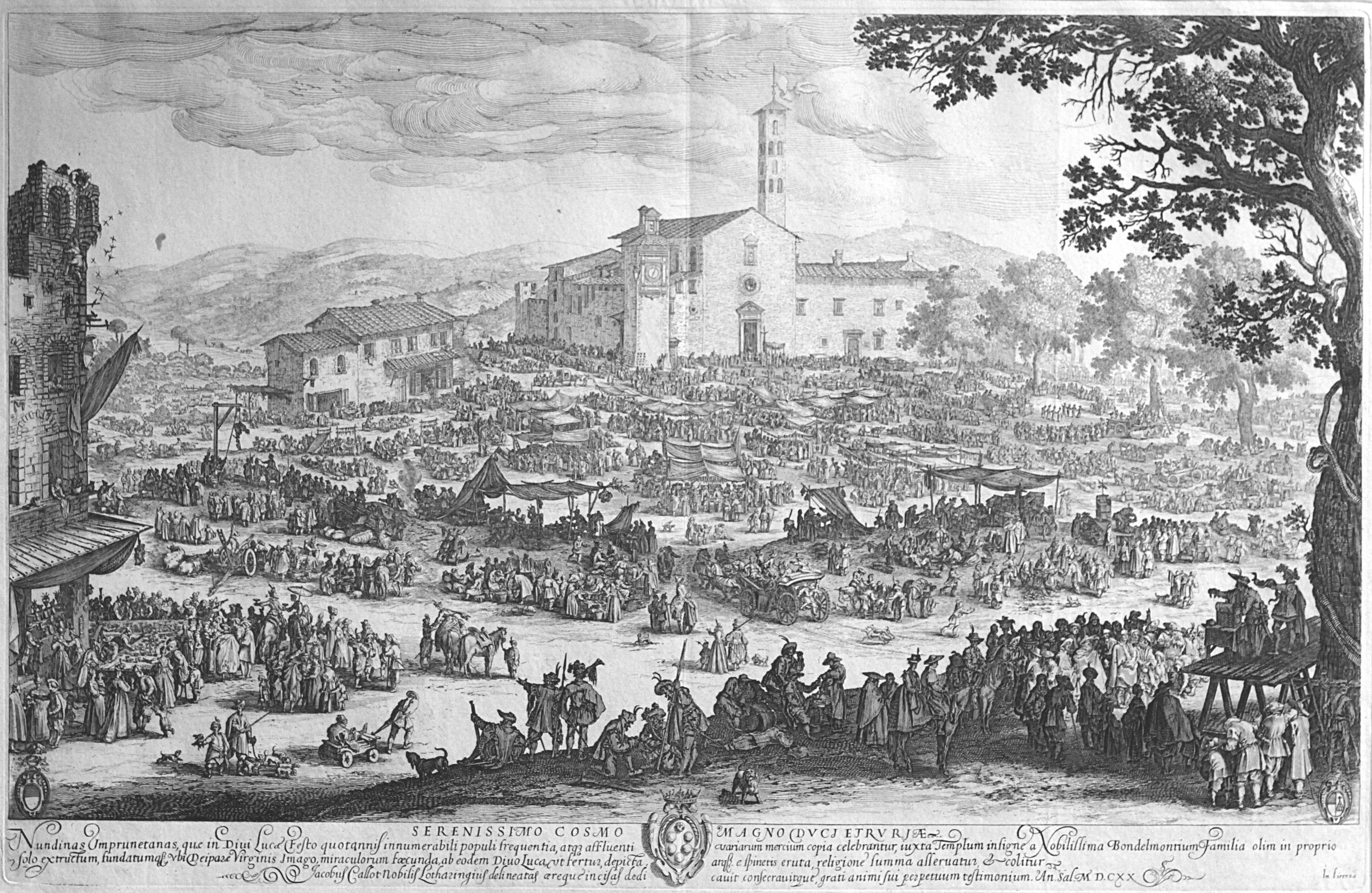
La foire de l'Impruneta, par Jacques Callot (1620).

- Jacques Callot (1592-1635), formé à Florence, développe l'eau-forte dans d'importantes séries (Les Foires, Les Supplices, Les Misères de la Guerre). Il veut exploiter le maximum de possibilités de la technique et « il décide de remplacer par le “vernis dur” des maîtres ébénistes florentins le traditionnel “vernis mou” des aquafortistes. La surface se dilate, les détails apparaissent au sein de grandes perspectives qui créent l'illusion d'un espace à trois dimensions »[19].
- Famille Jollain (également orthographié Jolin  et Iollain), graveurs et d'éditeurs qui ont vécu et travaillé aux XVIIe et XVIIIe siècles, principalement à Paris. Leurs gravures sont souvent publiées sous la mention « Chez Jollain ».
- Abraham Bosse (1604-1676), théoricien de la gravure, est l'archétype du graveur baroque français. Son livre est une somme des techniques de gravure de l'époque : tout est décrit minutieusement depuis « la manière de faire le vernis mol », en passant par « la manière de manier les échoppes » et de « se servir de l'eau-forte », avec pour finir « la manière d'imprimer les planches en taille-douce ensemble du moyen d'en construire la presse »[32].
- Charles-Nicolas Cochin (père) et Charles-Nicolas Cochin (fils).
- Robert Nanteuil (1623-1678).
- Nicolas Arnoult (1650-1722).
- Jean-Baptiste Réville (1767-1825).

### Néoclassicisme

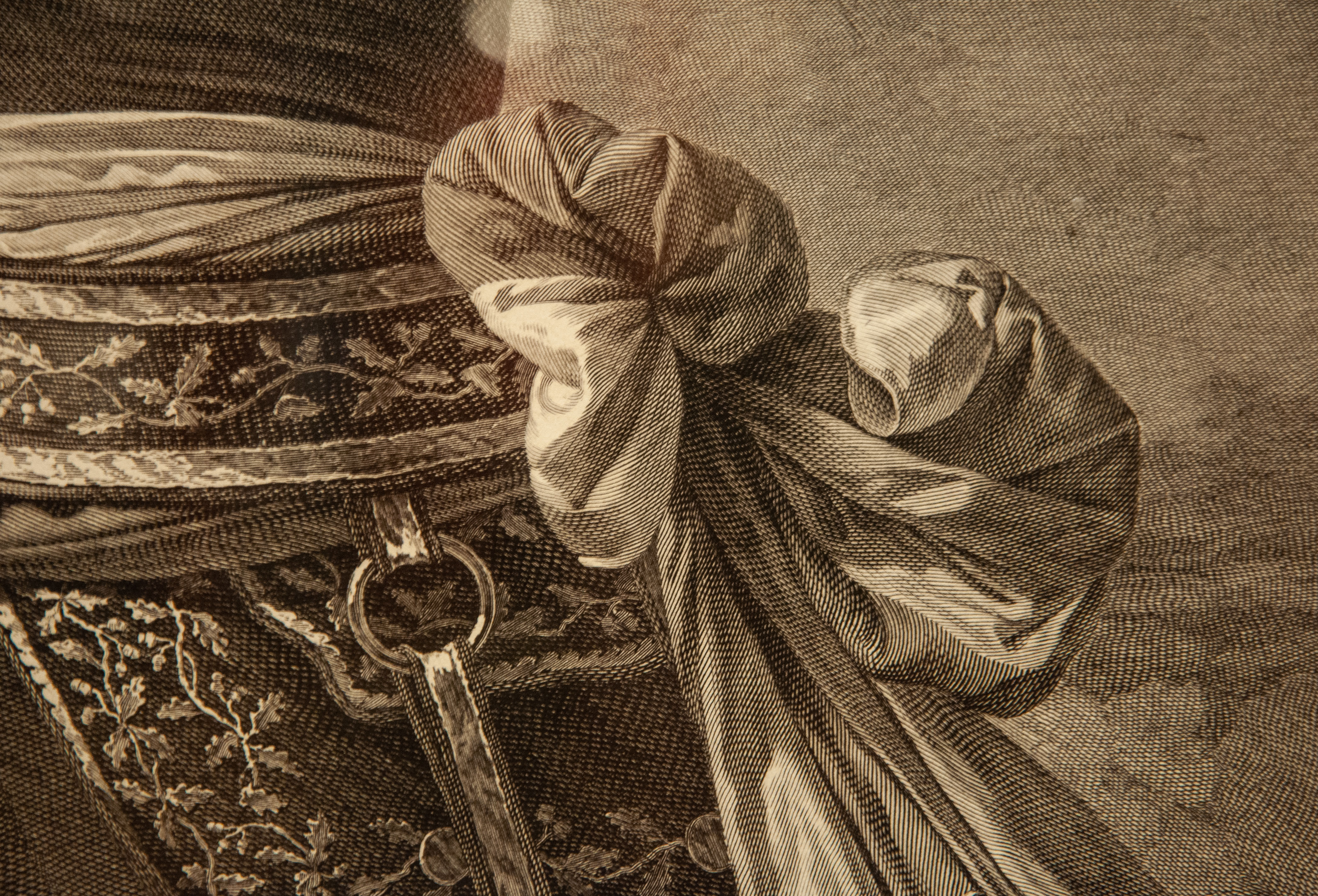
Détail d'une gravure de J-Longhi, 1798.

L'engouement des collectionneurs du XVIIIe siècle pour les vues de paysages italiens oriente la production des graveurs tels Vanvitelli (1653-1736), Giuseppe Vasi (1710-1782), Luca Carlevarijs (1663-1730), Marco Ricci (1617-1730). Ce dernier, dans ses eaux-fortes, introduira les traits minuscules et dentelés afin de traduire les effets de lumière et le mouvement des frondaisons.
- Canaletto (1697-1768) essaie de traduire dans ses eaux-fortes les vibrations de la lumière (Caprice avec balcon et galerie sur la lagune, 1763, Windsor Castle, Royal Collection).
- Giambattista Tiepolo (1696-1770) et son fils Giandomenico (1727-1804), sont de fabuleux techniciens : hachures, contre-taille, courbes aux ondulations parallèles, pointillisme, lignes parallèles.
- L'atelier de Giuseppe Wagner (1706-1786) est important tant au niveau des artistes qui le fréquenteront (Brustolon, Baratti, Zucchi…), que des nouvelles techniques qui y seront mises au point : en particulier, la belle manière de graver au burin avec une pointe douce capable de produire un trait net et profond.
- Giovanni Battista Piranesi dit « Piranese » (1720-1778).

Les illustrations de l'Encyclopédie de Diderot et D'Alembert montrent combien cet art contribua à populariser la culture.
Au XVIIIe siècle, la gravure sur cuivre sous ses diverses formes (taille-douce, eau-forte, etc) prédomine. La gravure sur bois se cantonne à l'imagerie populaire.

### Époque moderne
| |  |  |
| Reproduction d'une photographie par la gravure. À gauche, la photographie originale. À droite, la gravure sur bois de bout réalisée d'après la photographie. Gravure publiée dans Le Monde illustré en 1875. Dessin : Étienne Bocourt (1821-1913), gravure : Léon Chapon (1836-1918), photographie : Géruzet Frères (Bruxelles). |  |  |

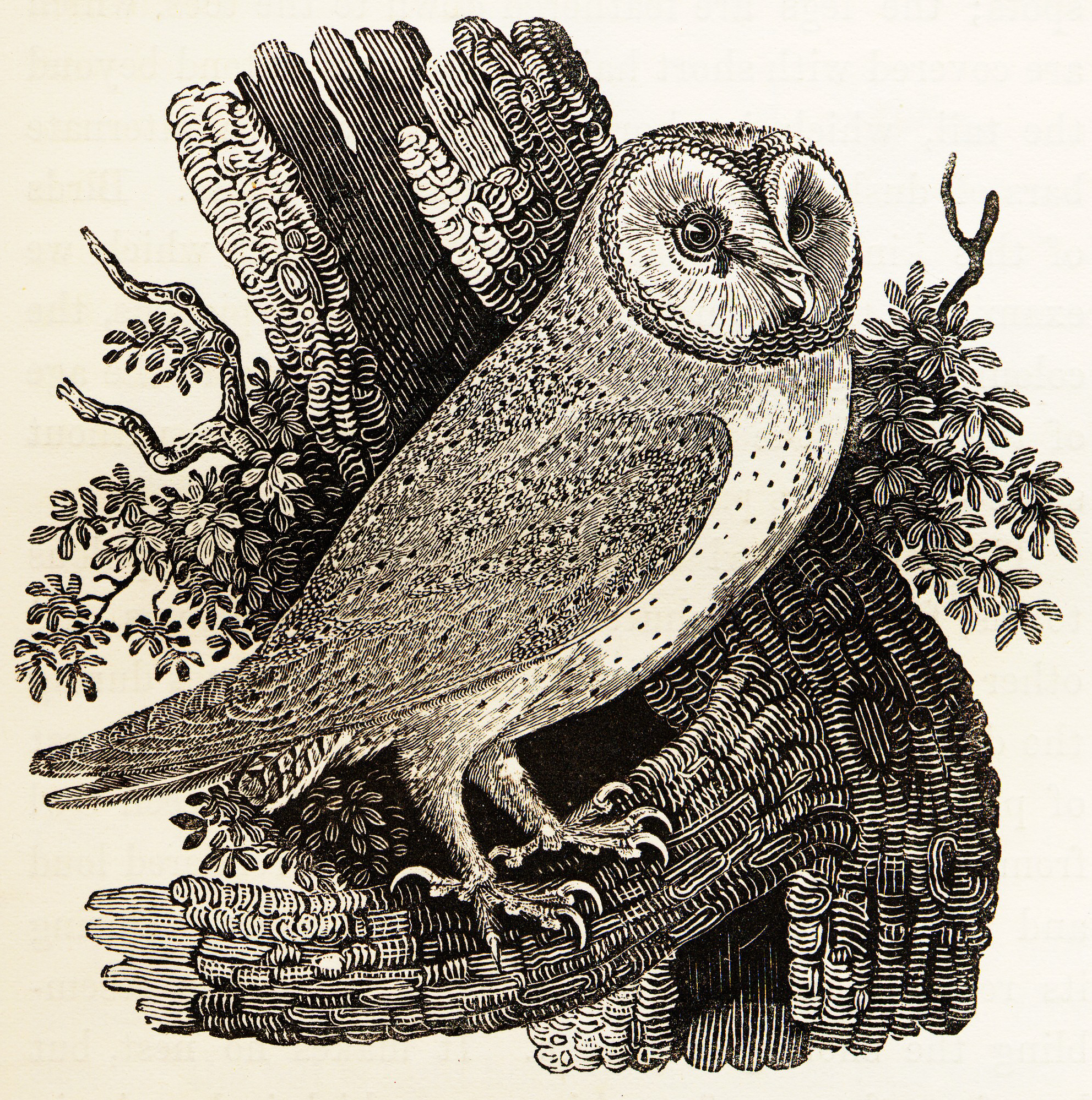
Thomas Bewick, illustration pour History of British Birds (1847), gravure sur bois de bout.

Différences entre lignes blanches (gravure en creux, ou taille-douce) et lignes noires (gravure en relief, ou taille d'épargne). On constate en particulier la difficulté de réaliser des hachures croisées noires.

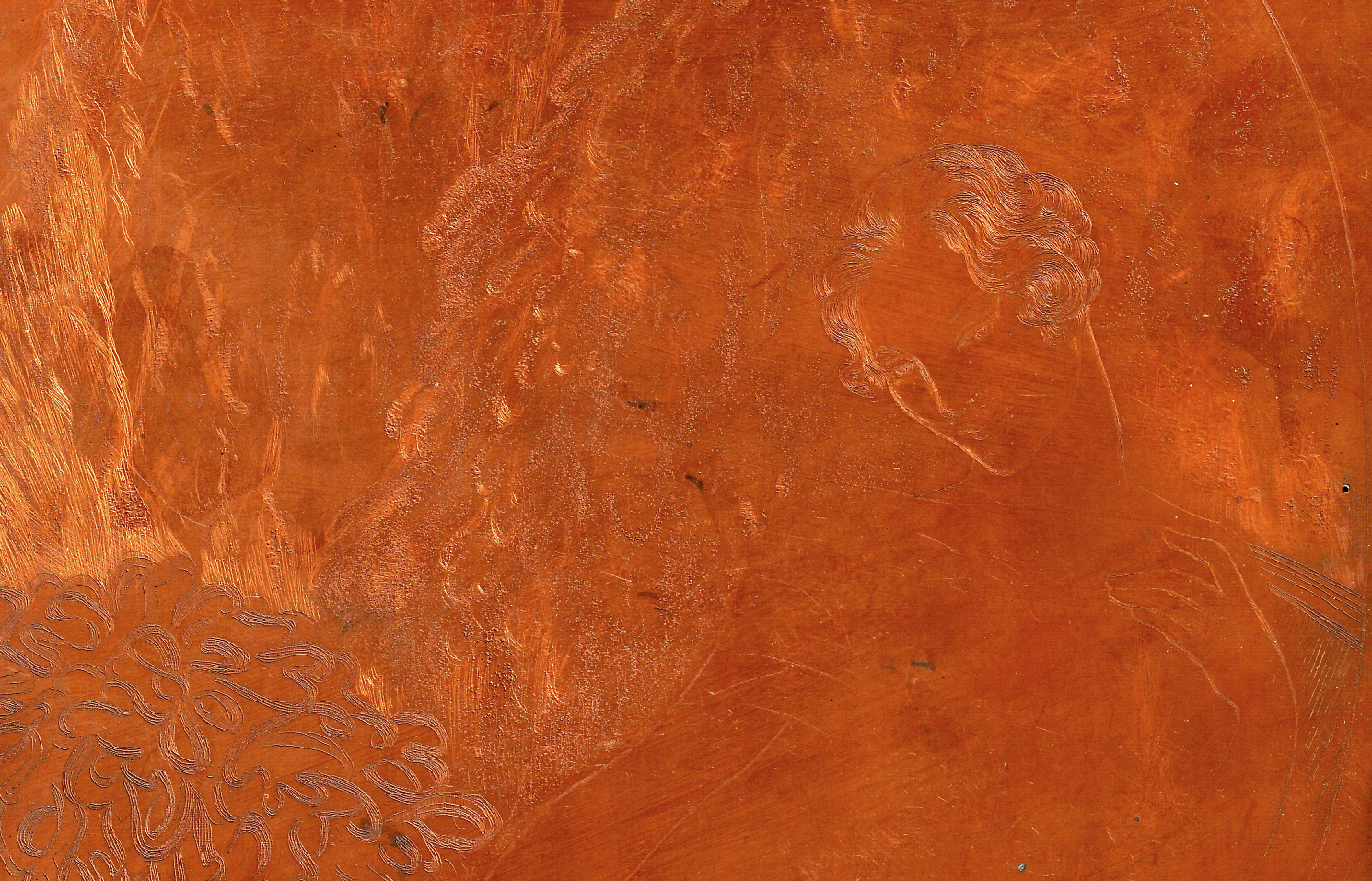
Gravure sur cuivre à la pointe sèche, ébauche d'un visage féminin (vers 1910) Malo-Renault

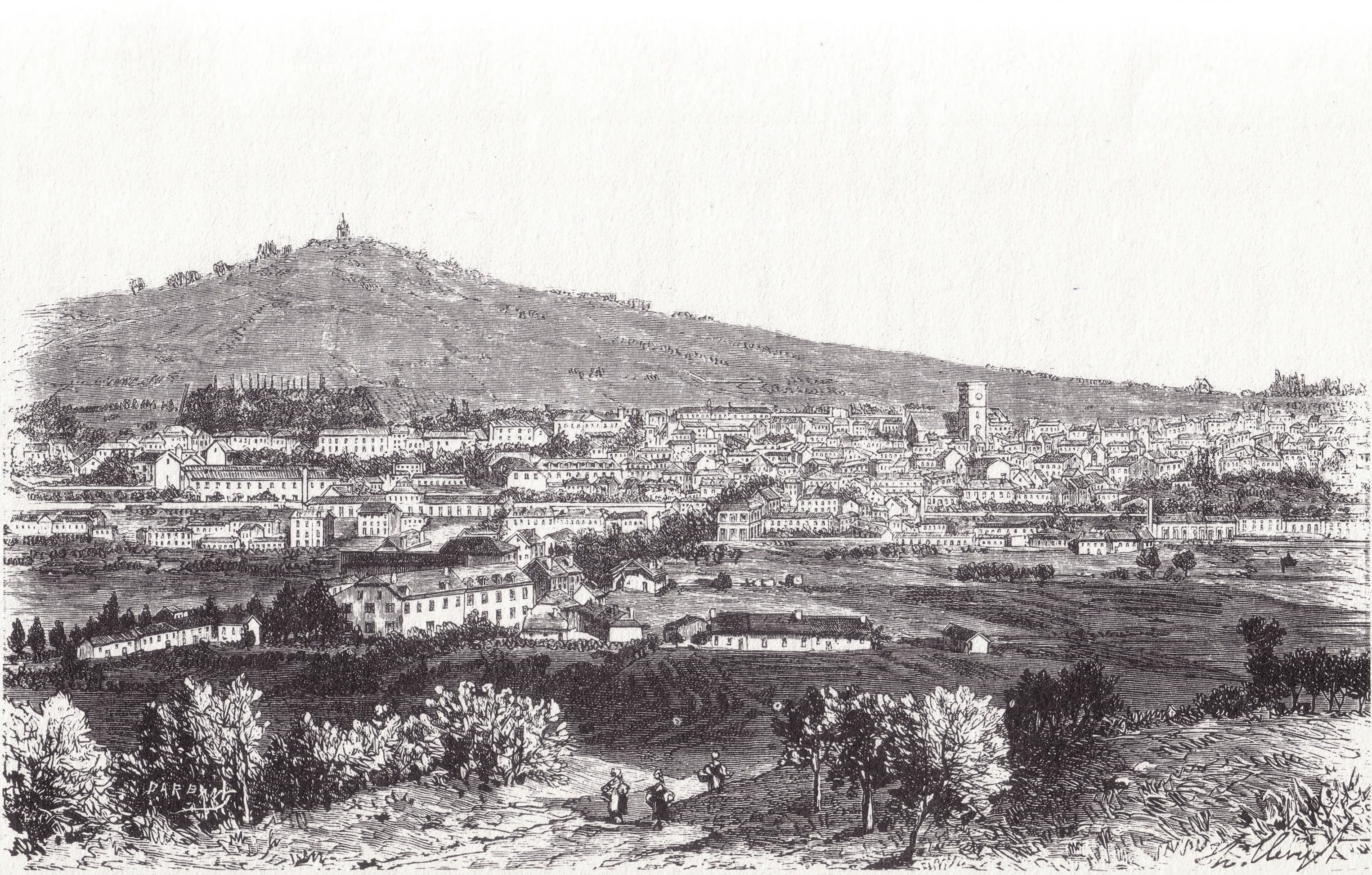
Vue du quartier ancien de la ville de Vesoul au XIXe siècle, gravure sur bois debout.

La lithographie, inventée par Aloys Senefelder (1771-1834), est basée sur un principe totalement nouveau (l'antagonisme eau-encre grasse, et non plus le relief). Elle permet de dessiner directement, sans avoir à apprendre une technique de gravure ardue. De nombreux peintres et illustrateurs vont ainsi accéder à l'estampe, largement diffusée en Allemagne, en Italie, en France et en Grande-Bretagne.
Parallèlement, le Britannique Thomas Bewick (1753-1828) met au goût du jour la gravure sur bois, en mettant au point la gravure sur « bois de bout » (ou « debout »). Le bois est gravé au burin, comme le cuivre, ce qui permet toutes les finesses, et qui présente l'avantage d'être une technique en relief : on peut donc imprimer les gravures sur une presse typographique, en même temps que le texte.
Introduite en France par Charles Thompson, vers 1818, cette technique est utilisée de manière universelle par l'édition et la presse. Des centaines de graveurs, desquels se détachent de grands noms, comme Héliodore Pisan, François Pannemaker et fils, Hippolyte Lavoignat, travaillent quotidiennement pour interpréter les œuvres des grands illustrateurs comme Honoré Daumier, Gustave Doré, Grandville, entre autres. Avec la croissance de la presse, la gravure sur bois tend à devenir une industrie de reproduction, servie par des techniciens virtuoses, mais souvent dépourvue de créativité.
Les tentatives de retour à une gravure sur bois originale, avec des graveurs comme Auguste Lepère, arrive trop tard à la fin du XIXe siècle, la gravure étant supplantée par les techniques basées sur la photographie (similigravure).
La création de sociétés regroupant les graveurs est un des événements importants de la seconde moitié du XIXe siècle : Société des aquafortistes en 1862, Société des peintres-graveurs français en 1889. Le modèle en est la Society of Engravers, fondée à Londres en 1802.
L'école de Barbizon est à l'initiative de la revue Eau-forte, et expérimente de nouvelles techniques comme le cliché-verre. Millet et Corot vont adopter cette nouvelle technique (Le Petit Berger, Corot, Milan, 1855, A. Bertarelli). Antonio Fontanesi redécouvre l'eau-forte d'invention : il a recours à la morsure à répétition (effets de lumière). Il utilise aussi le cliché-verre.
Au XIXe siècle, de nouveaux procédés plus rapides, comme la lithographie, émergent. Francisco de Goya (1746-1828) a réalisé les premières lithographies “artistiques” dans le domaine de la taille-douce. Mais Goya ou encore Daumier restent fidèles à la gravure sur métal. 

#### Quelques noms
Giovanni Fattori (1825-1908) est un des grands maîtres de l'eau-forte, ce qui fera dire à Baudelaire : « Parmi les expressions de l'art plastique, l'eau-forte est celle qui se rapproche le plus de l'expression littéraire et qui est la mieux faite pour l'homme spontané. »
Rodolphe Ackermann (20 avril 1764 à Stollberg, Électorat de Saxe-30 mars 1834 à Finchley, Londres) est un libraire, lithographe, éditeur et l'un des pionniers de l'illustration des livres d'art. Il a notamment contribué à démocratiser la technique de l'aquatinte ou aquateinte, procédé de gravure à l'eau-forte.
Whistler (1834-1903) est initié à la gravure avec Fantin-Latour, Courbet, et Legros. Il débutera par l'eau-forte pour ensuite travailler la pointe sèche en 1871 (Portrait de la famille Leyland). Francis Hayden (1818-1910), mixera les techniques pour traduire les effets d'atmosphère : pointe sèche, brunissoir, morsure, aquatinte.
Malo-Renault (1870-1938) se spécialise dans la gravure en couleur, d'abord à l'eau-forte, au vernis mou, puis à la pointe sèche. En 1912, il aborde la gravure sur bois sur le conseil de Stéphane Pannemaker, mais c’est surtout par la suite qu’il adopte le procédé du bois au canif pour l'illustration de La Rapsode foraine et Le Pardon de Sainte-Anne (1920) d'après ce poème de Tristan Corbière.A l’occasion de la sortie en 1922 du Jardin de Bérénicede Maurice Barrès, il grave sur bois l'estampe du menu pour les Cent bibliophiles, en utilisant quatre planches pour les 4 couleurs.

Bois gravé et estampe Les Cent Bibliophiles 1922
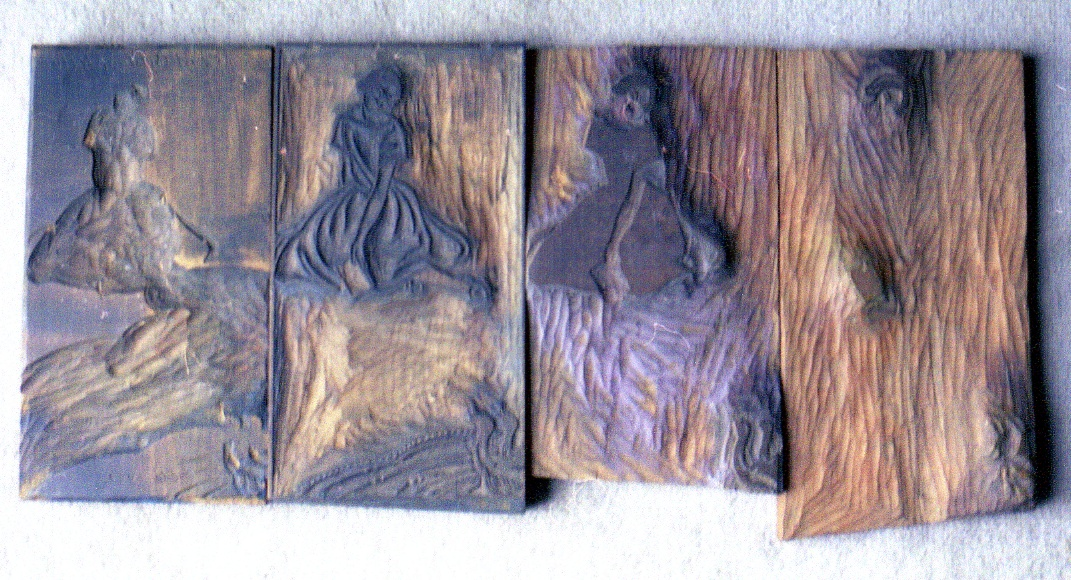
Gravure sur bois de fil, 4 planches pour impression en couleur,
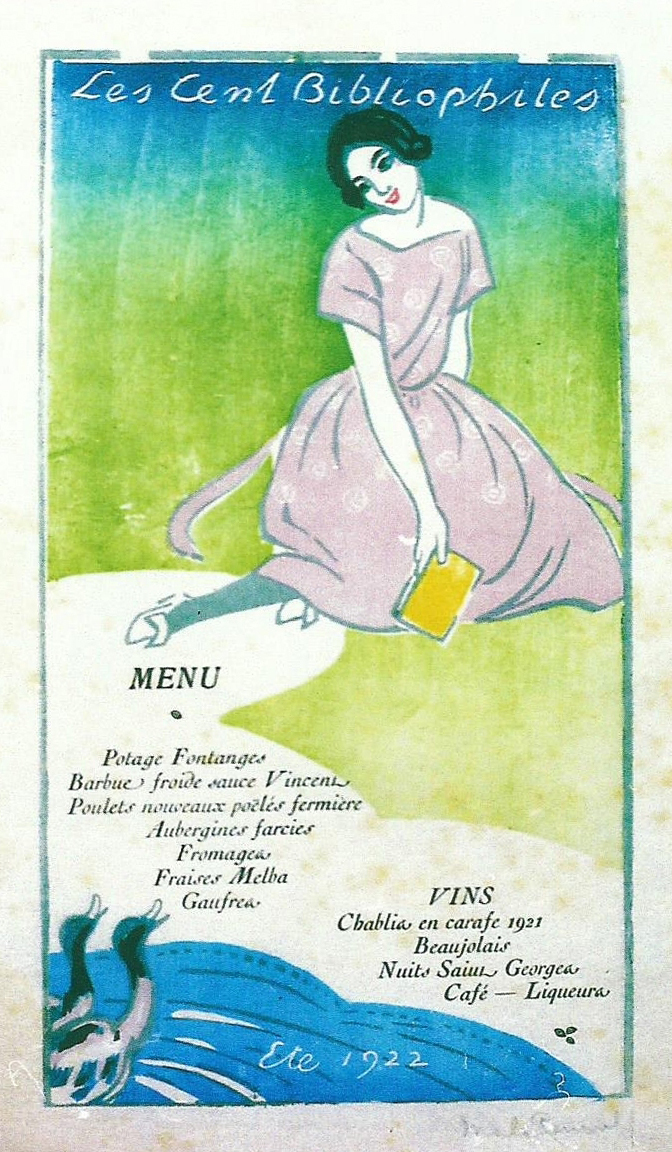
Le tirage en 4 couleur (une par planche)

Les impressionnistes, comme Manet vont utiliser gravure et lithographie afin de traduire une atmosphère (La danseuse Lola de Valence, Paris, Bibliothèque nationale). Degas fera de même en y ajoutant le monotype (Femme à sa toilette, 1885, Paris, bibliothèque d'Art et d'Archéologie). Pissarro est plus amateur de gravure sur bois (Femmes faisant de l'herbe, 1895). Il ne faut pas oublier Pierre Renoir, Paul Cézanne, Vincent van Gogh. Quant à Paul Gauguin (1848-1903), il a une prédilection pour la gravure sur bois (Te Faruru, 1893, Chicago, Art Institute).

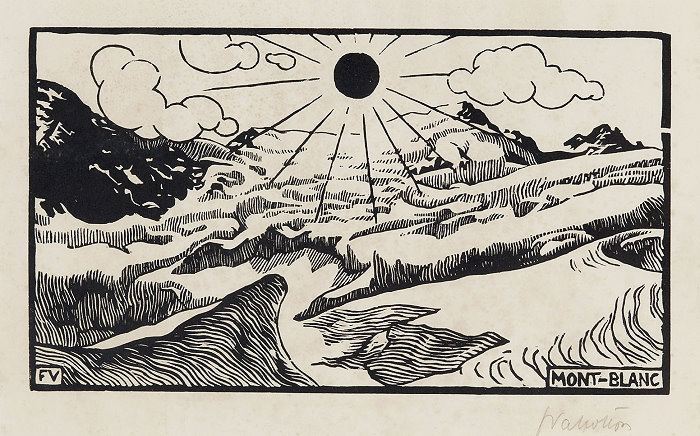
Mont-Blanc, par Félix Vallotton (1892).

Débarrassée de ses contraintes utilitaires, la gravure revient à un pur domaine artistique, retrouvant et modernisant les techniques traditionnelles. Le XXe siècle redécouvre le bois de fil, sa simplicité et sa valeur expressive, avec des artistes comme Félix Vallotton (La Manifestation, Lausanne, galerie Vallotton) et Edvard Munch.
Les artistes des mouvements Die Brücke et du Blaue Reiter sont attirés par la gravure sur bois où ils peuvent jouer avec la simplification des formes.
Matisse expérimente toutes les techniques : xylogravure, eau-forte, pointe sèche (Henri Matisse gravant, 1900), lithographie (Grande odalisque avec pantalon à bayadère, 1925, Berne, E. W. K. collection), aquatinte et linogravure.
Giorgio Morandi (1890-1964) « parvient à fusionner une lumière génératrice de la forme, un volume qui la construit plastiquement et une couleur qui permet de la distinguer en se plaçant comme ton ou "couleur position" ». Maîtrise du trait, morsure unique grâce au mordant hollandais lui permettent de transcrire les flots de lumière.
Picasso (1881-1973) a énormément gravé : pas moins de 2 000 œuvres connues. Initié par Roger Lacourière en 1933 au burin et à l'aquatinte avec du sucre, il créera la Suite Vollard. Il essaie tous les procédés et les renouvelle : les différents états nous montrent un artiste perfectionniste.

L'utilisation de nouveaux matériaux et de nouveaux procédés, notamment dans les œuvres de Jean Fautrier, Raoul Ubac, Johnny Friedlaender, Stanley Hayter, Henri-Georges Adam, George Ball, Roger Vieillard, Marcel Fiorini, Louttre.B ou Pierre Courtin, libère la gravure de toute subordination au dessin ou à la peinture et, l'engageant dans la reconnaissance de ses moyens spécifiques, assure l'entière autonomie de son expression.

#### Gravure de reproduction

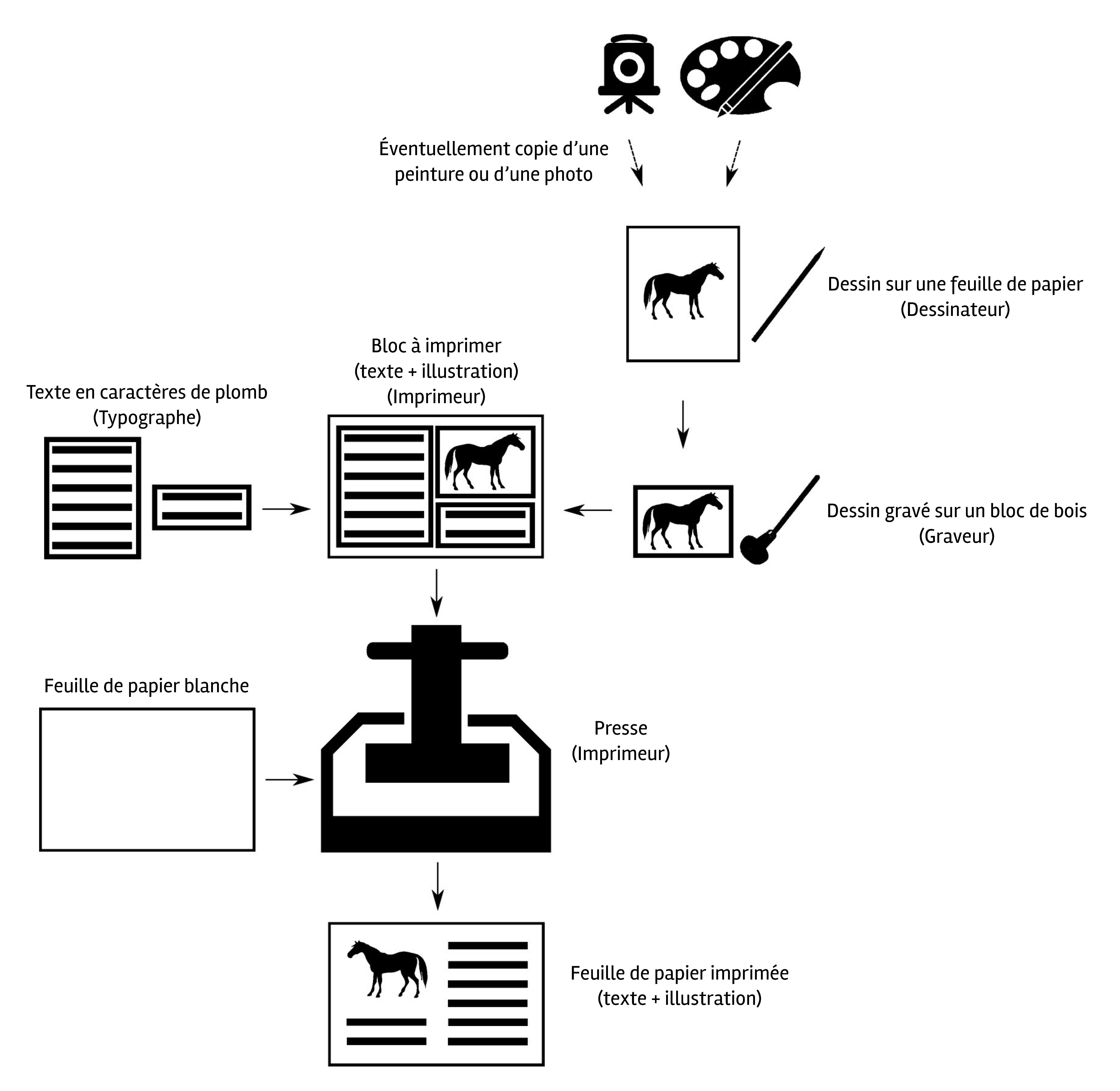
Gravure de reproduction, exemple de gravure sur bois de bout et impression typographique.

La gravure de reproduction au XIXe siècle : procédure d'impression d'une page illustrée pour un livre ou un journal. L'illustrateur réalise le dessin directement sur une planche de bois ou sur une feuille de papier qui est ensuite décalquée sur le bois. Ce dessin est éventuellement une copie d'une peinture ou d'une photographie, ou est éventuellement réalisé à partir d'un croquis envoyé par un correspondant. Le bois utilisé est très dur (le plus souvent du buis) et est coupé perpendiculairement aux fibres (bois « de bout »). Le graveur se charge alors de graver le dessin. Il utilise un burin pour enlever les parties qui ne devront pas être imprimées (les blancs) et « épargne » les parties qui devront être imprimées (les noirs). Il s'agit d'une gravure en relief (taille d'épargne) qui possède le très grand avantage de permettre une impression « typographique », c'est-à-dire que l'on peut placer le bloc de bois gravé en relief avec les blocs de texte composés de caractères en plomb, eux aussi en relief. On pouvait ainsi imprimer en une seule passe le texte et les illustrations contenus sur une page. On remarque que l'impression inverse l'image (effet miroir).

##### Époque contemporaine
Après l’invention de la photographie et des techniques modernes d’imprimerie, la gravure a perdu de son importance. 
Aujourd’hui, la gravure oscille entre un art prestigieux, issu du renouveau de l’estampe originale à la fin du XIXᵉ siècle, et un objet de consommation courante qui, grâce aux procédés photomécaniques, contribue à la culture de l’image.
Au XXe siècle, des artistes modernes tels que Pablo Picasso (1881-1973) et Henri Matisse (1869- 1954) renouvellent les techniques de gravure, aujourd’hui encore pratiquées aux côtés des méthodes contemporaines.

#### Gravure contemporaine en France

##### Renouveau de la gravure
Les ateliers de gravure, comme celui de Stanley William Hayter (Atelier 17), de Joëlle Serve (atelier 63), de tirage comme l'atelier Lacourière-Frélaut vont participer au renouveau de la gravure. Philippe Mohlitz, George Ball ou Érik Desmazières remettent à l'honneur le burin, Mario Avati la manière noire, Philippe Favier la pointe sèche, et de nombreux artistes, jeunes et moins jeunes, s'intéressent à la gravure pour la variété des techniques et leurs multiples combinaisons. Un débouché existe dans la gravure en taille-douce de certains timbres-poste avec les anciens élèves issus de l'École Estienne groupés dans l'association Art du timbre gravé.
L'exposition Anatomie de la couleur en 1966 dirigé par Florian Rodari, un conservateur Suisse, a connu un grand succès. Il traitait de tous les procédés de mise en couleur des estampes pour reproduire l'anatomie depuis son invention jusqu'au XVIIIe siècle ainsi que des gravures en bois en couleurs. L'exposition avait pour centre l'invention au XVIIIe siècle de la trichromie par Jacob Christoph Le Blon. Cette invention a conduis à la codification, plus tard, des différentes parties du corps. 
Selon Maxime Préaud, le conservateur générale chargé de la Réserve du département des Estampes et de la Photographie, déclare en 2009 qu'Il y a cinquante mille pièces environ à la réserve de la BNF, des origines de la gravure jusqu’à Picasso. La réserve de la BNF s'est constitué autour de 1850.Il y a des artistes très connus tels que Dürer, Rembrandt, Goya et des artistes "primitifs" italiens, allemands, français. Il y a également nombreux estampes japonaises, et livres illustrés.

##### Voir aussi la lithographie

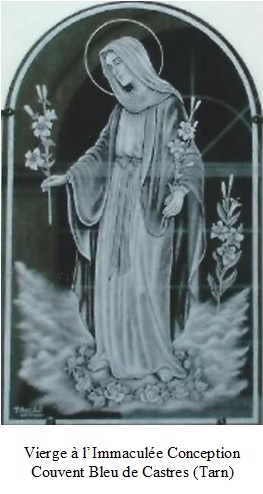
Vierge aux Lys en gravure sur granit, Couvent Bleu, Castres mars 2005

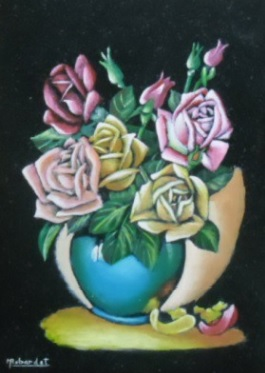
Gravure couleur sur granit noir fin par Michel Robardet